# Live! (rete televisiva)
Live! è stata un'emittente televisiva italiana.

## Storia
Live! era una rete televisiva tematica prodotta da Giglio Group spa, editore che produce anche Music Box Italia, entrambi offerti in esclusiva sulla piattaforma satellitare a pagamento Sky Italia.
Il canale trasmetteva una programmazione basata su concerti musicali ed altri eventi legati alla musica come il BRIT Awards.
Dall'estate 2010 trasmetteva sempre più eventi e concerti in formato panoramico 16:9 e audio Dolby Digital.
Il canale ha chiuso il 1º aprile 2012.